# Tóth József (közgazdász)
Tóth József (Arad, 1915. május 13. – Kolozsvár, 2005. október 19.) romániai magyar közgazdász, Világ Igaza, Neményi Ágnes apja.

## Életpályája
Főiskolai tanulmányait a kolozsvári Román Kereskedelmi Akadémián folytatta, doktorátust a kolozsvári egyetemen szerzett. Nagyváradon dolgozott tornatanárként, majd 1943. decemberben behívták katonának. Katonai szolgálatra Kolozsvárra osztották be, ahol egy zsidó családnál lakott. A gettósítástól kezdve elrejtette és ezáltal megmentette házigazdáját és annak családját, illetve egy szomszéd zsidó család gyermekeit. Bár többször is feljelentették, sikerült mindannyiszor megmenekülnie. Végül meg kellett szöknie a hadseregtől, és a román teológiai intézet pincéjében rejtőzött el.
A háború után a Bolyai Tudományegyetemen, majd a Babeș–Bolyai Tudományegyetemen tanított közgazdaságtant, illetve politikai gazdaságtant. Az alábbi tankönyveket fordította román nyelvről magyarra:
- Golfiţescu Constantin–Goldhamer Norbert–Negocioiu Aurel: Politikai gazdaságtan. Tankönyv a X. osztály számára. Bukarest: Állami Tanügyi és Pedagógiai Könyvkiadó, 1960.
- Társadalompolitikai ismeretek. Bucureşti: Editura didactică şi pedagogică, 1969.
- Dobrescu Emlian–Milulă Maria–Pascal Nisirius: Politikai gazdaságtan. Tankönyv a líceumok XI. osztály számára Átdolgozta: B. Zăhărescu. Bucureşti: Editura Didactică şi Pedagogică, 1970.
- Zaharescu Barba: Társadalmi-politikai ismeretek. Politikai gazdaságtani alapfogalmak. Általános iskolák IX. osztály számára. Kísérleti kézikönyv. 2. kiadás. Bucureşti: Editura Didactică şi Pedagogică, 1971.
- Prahoveanu E.–Piloff C.–Lungu V.: Gazdasági ismeretek. Tankönyv a líceumok I. évfolyam számára. Bucureşti: Editura Didactică şi Pedagogică, 1974.

1994-ben a Világ Igaza címmel tüntették ki.